# Jules Brévié

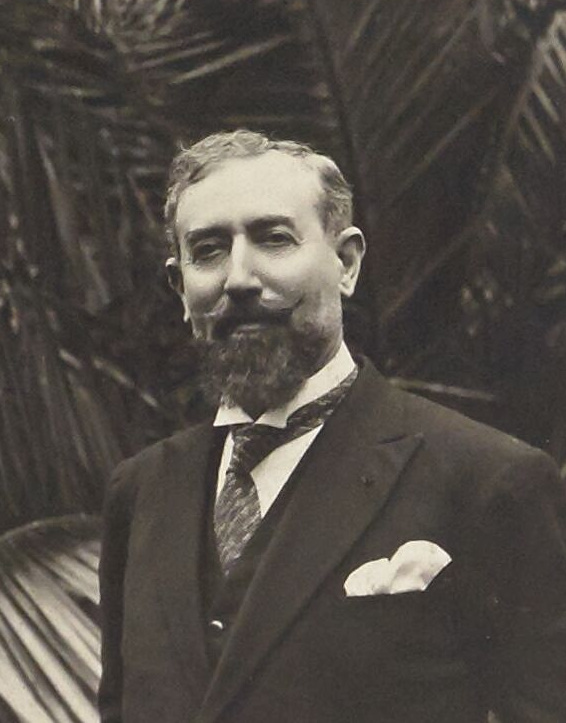
Jules Brévié (1930)

Jules Brévié (* 12. März 1880 in Bagnères-de-Luchon; † 29. Juli 1964 im Département Cantal) war ein französischer Kolonialbeamter und Politiker.
Brévié begann seine Laufbahn als Kreiskommandant von Bamako in Französisch-Sudan. Von 1922 bis 1929 war er der erste Gouverneur der benachbarten Nigerkolonie und danach von 1930 bis 1936 Generalgouverneur von Französisch-Westafrika. Er gründete noch 1936 das Institut Français d’Afrique Noire in Dakar, dem ab 1938 Théodore Monod als Direktor vorstand. Brévié wurde anschließend als Generalgouverneur nach Französisch-Indochina berufen. Dieses Amt hatte er bis 1939 inne. Von April 1942 bis März 1943, in der Zeit des Vichy-Regimes, war er unter Ministerpräsident Pierre Laval Minister für die Überseegebiete und Kolonien. 
Jules Brévié wurde 1920 Ritter und 1938 Großoffizier der Ehrenlegion. 1945 wurde ihm jedoch auf Grund seiner Mitgliedschaft in einer Regierung des Vichy-Regimes das Recht entzogen, staatliche Auszeichnungen zu tragen. Brévié war außerdem Mitglied der Académie des Sciences d’Outre-Mer.